# Solaris Urbino 12,9
Solaris Urbino 12,9 je model polského zcela nízkopodlažního autobusu, který v letech 2013–2018 vyráběla firma Solaris Bus & Coach. Vychází ze standardního modelu Solaris Urbino 12 prodloužením jeho střední části o 900 mm.

## Výroba a provoz
V roce 2014 si norská společnost Tide ASA objednala 11 hybridních autobusů Solaris Urbino 12,9 hybrid pro provoz ve městě Sandefjord. Všechny tyto vozy byly dvoudveřové s kapacitou 36 míst k sezení a 50 míst k stání. V roce 2017 bylo všech 11 autobusů vyřazeno z provozu a nabídnuto k prodeji. Ještě ve stejném roce byl jeden z těchto kusů testován v polském Krakově. V prosinci 2017 společnost MPK Kraków vyhlásila výběrové řízení na nákup devíti ojetých autobusů s hybridním pohonem s možností nákupu dvou vozidel navíc. Mezitím dva vozy koupila hlohovská společnost KM Głogów. V březnu 2018 bylo rozhodnuto o výsledku výběrového řízení a krakovský dopravce pořídil zbylých devět autobusů Solaris Urbino 12,9 hybrid. Půl roku následně zabraly úpravy nakoupených vozidel. Bylo změněno vnější obarvení vozidel, byly instalována velká otevírací okna a automaty na jízdenky.